# Manoir des Essarts
Pour les articles homonymes, voir Les Essarts.
Le manoir des Essarts est un château français situé à Martigné-sur-Mayenne, dans le département de la Mayenne et la région des Pays de la Loire.

## Situation
Il est situé à 2 500 mètres au Sud-Eest du bourg, du côté de Châlons-du-Maine[réf. incomplète].

## Désignation
- Henri des Sarz, 1312 (Bibliothèque nationale de France, fonds fr. 8736).
- Les Sars, 1388 (Archives nationales, P. 1334/1, f. 90).
- Château (Hubert Jaillot).
- Château et chapelle (Carte de Cassini).

## Histoire
Il s'agissait d'un hébergement, fief, domaine et seigneurie avec étangs, bois de haute futaie, colombiers, relevant de Mayenne par les seigneurs de la Motte d'Aron et de la Courteille, et de Montsûrs pour le féage s'étendant en la paroisse de Châlons et annexé à Gresse en 1737. Ce dernier était estimé 8 ₶ de rente et l'hommage en fut cédé, après 1449, à la dame de Laval par l'abbé d'Évron. Les seigneurs, qui n'avaient que justice foncière au XVe siècle, possédaient d'après les aveux du XVIIIe siècle haute justice relevant directement du roi.
Le château, vaste maison bourgeoise, avec ses grands appartements tendus de tapisseries dont on voyait encore à la fin du XIXe siècle les attaches et ses belles allées conduisant au chemin de Martigné, ne fut habité que par intermittence par les membres de la famille Berault, alors dans les charges de magistrature à Laval.

## Chapelle
La chapelle fut construite par Jean Berault, qui par son testament du 16 août 1668, y fonda une messe par semaine. A cette première fondation, Marie Frin ajouta, 1682, un legs de 800 ₶ dont la rente devait être employée à dire des messes.

## Seigneurs
Les Davrillé sont une famille bourgeoise de Laval qui prenait son surnom de la terre des Essarts de Martigné. C'est une famille de riches négociants lavallois, qu'on trouve aussi à Château-Gontier.

### Sources et bibliographie
- « Manoir des Essarts », dans Alphonse-Victor Angot et Ferdinand Gaugain, Dictionnaire historique, topographique et biographique de la Mayenne, Laval, A. Goupil, 1900-1910 [détail des éditions] (BNF 34106789, présentation en ligne) , reposant sur les documents suivants :
  - Titres des Essarts, communiqués par Mme de Vaubernier.
  - Titres du Moulin-Geslin et notes de M. l'abbé Délépine.
  - Registres paroissiaux de la Trinité de Laval et de Martigné.